# ФК Куинс Парк
 Тази статия е за ФК Куинс Парк (Глазгоу).  За лондонския клуб Куинс Парк Рейнджърс вижте ФК Куинс Парк Рейнджърс.  
ФК „Куинс Парк“ (на английски: The Queen's Park Football Club) е футболен клуб, базиран в югоизточната част на Глазгоу, Шотландия. Това е най-старият футболен клуб в Шотландия. Той е основан на аматьорски принцип и се придържа към него като остава единственият аматьорски клуб, състезаващ се в професионална футболна лига.

## История
Куинс Парк е основан на 9 юли 1867 година на Еглинтън Теръс, Виктория Роуд в Глазгоу от група атлети, занимаващи се с различни видове спорт, които решават да се обединят в клуб, за да поддържат заниманията си. За име на новия клуб е избрано мястото където те са се събирали за своите занимания – Парка на Кралицата в югоизточната част на Глазгоу. Мото на Куинс Парк става латинският израз „Ludere causa ludendi“, означаващ „Да играеш заради играта“, които изразява аматьорския (любителски) принцип спазван строго от клуба през цялата негова история. Включително до този момент футболистите на Куинс Парк не играят срещу заплащане, макар и в професионалните дивизии, което е прецедент във футболната история.
Тъй като в началото няма много други клубове в Шотландия, срещу които да играят Куинс Парк са принудени да правят турнета из Англия и Ирландия на свои разноски, за да организират футболни срещи. Неслучайно те са пионери на играта като допринасят много за развитието на футбола, както по отношение на стила на игра и тактиката, така и относно оформянето на правилата. Сред техните нововъведения са напречните греди на вратите, свободните удари, почивката на полувремето. Прозвището на Куинс Парк – „паяците“ идва именно от стила на игра, който те налагат, известен днес като „тики-така“, а през 19 в. описан като „оплитане на паяжина“, с множество подавания и голямо владеене на топката.
Тоталната доминация на Куинс Парк в ранните години на футбола се изразява във факта, че те печелят 10 пъти Купата на Шотландия (най-престижният турнир преди създаването на Лигата). Това постижение прави Куинс Парк третия клуб с най-много спечелени купи в този турнир, след Селтик и Рейнджърс.
До въвеждането на професионализма в шотландския футбол през 1890-те години Куинс Парк доминират в отделните турнири. Първоначално клубът отказва да се включи в новооснованата професионална футболна лига на Шотландия, макар все по-трудно да става организирането на наситен състезателен календар за първия отбор. По-късно, „паяците“ решават да се включват в Лигата, тъкмо поради тази причина, като са допуснати със своя специален аматьорски профил.
Клубът постепенно губи позиции най-вече след 50-те години на XX век, тъй като запазва без промяна аматьорския статут на състезателите, които все по-трудно успяват да се конкурират с професионалните клубове. За да се прекрати практиката най-добрите състезатели да бъдат привличани от високото заплащане на професионалистите, водещо до отслабването на клуба, и за да се засили конкурентоспособността, специално за Куинс Парк е въведено правило (1910 г.), според което професионалните клубове нямат право да подписват договори с аматьорите по време на сезона. Куинс Парк играе за последно в елитната шотландска дивизия през 1958 година, след 42 сезона в нея. На второто ниво на футболната пирамида клубът се появява за 2 сезона в периода 1981 – 83 г. Впоследствие, след настъпилите организационни промени в първенствата, стига до 4-то ниво на Лигата, без реално да е претърпял отпадане по спортни критерии. След 1994 година Куинс Парк се състезава основно в третото и четвърто ниво на шотландския футбол.
Клубът все пак успява да постигне няколко промоции, както и известни успехи и в турнирите за двете купи в Шотландия срещу съперници от Висшата лига. Така през 2006 година отстранява състава на Абърдийн като гост, през 2009 губи минимално с 1:2 от „Селтик“, а през 2012 отстранява ФК Дънди с 2:1 на Хемпдън Парк.
След 2009 г. Куинс Парк се състезава в четвъртото ниво на шотландския футбол, като редовно се класира в първата четворка и участва в плейофите за влизане в горната дивизия. Въпреки това не успява да пробие през елиминациите. През сезон 2013/14 клубът е напуснат от почти целия титулярен състав в лятната пауза и мениджърът Гарднър Спиърс не успява да събере конкуретен състав. В края на декември 2013 Спиърс подава оставка след 1 победа за почти 6 месеца начело на „паяците“. През януари 2014 Комитетът на клуба назначава за мениджър Ангъс Макфърсън, бивш треньор на Сейнт Мирън и Куин ъф дъ Саут. Под негово ръководство Куинс Парк записва няколко победи, но в края на сезона е последен в класирането в Лигата, за втори път в своята история след сезон 2001/02. През следващата кампания обаче Макфърсън подобрява значително играта на „паяците“ и през целия шампионат 2014/15 те са в челото на класирането в Лига 2. Накрая завършват на второ място след шампиона Албиън Роувърс и се класират за плейофите за влизане в Лига 1. Там отстраняват Арброут, но на финала Куинс Парк губи с минималното 0:1 и 1:1 в двата мача от Стенхаусмюър.
През следващия сезон 2015/16 мениджърът Макфърсън успява да запази почти целия състав за новата кампания. Това позволява на „Куинс Парк“ да атакува отново плейофните места. В края на шампионата „райетата“ заемат 4 място и се изправят в полуфиналните плейофи срещу 9-ия от Лига 1 „Каудънбийт“. След много силен първи мач „паяците“ печелят с 2:0 на „Хемпдън“, а в реванша допускат минимална загуба с 0:1, което е достатъчно, за да продължат напред. На финала срещат местния съперник „Клайд“. В гостуването си „Куинс“ побеждава с 3:1 и макар да губи домакинския си мач с 0:1, с общ резултат 3:2 печели промоция за Лига 1, за първи път от 7 години. През този сезон „Куинс Парк“ достига и до исторически първи полуфинал за Чалиндж къп, където отпада от „Питърхед“.

## Стадион
Основният стадион на Куинс Парк е Хемпдън, който е построен изцяло със средства, събрани от клуба и е открит официално през 1903 г. Той търпи няколко реконструкции, като до средата на XX век се смята за най-големия стадион в света. Последното обновяване на стадиона е през 1999 г., при което капацитетът му е сведен до настоящите 52 063 зрителски места. Хемпдън Парк е дом на националния отбор на Шотландия, както и на Шотландския футболен музей и Шотландската футболна лига.
За тренировки и срещи на отборите от детско-юношеската школа Куинс Парк използва Малкия Хемпдън, който се намира в съседство до основния стадион и разполага с терен с изкуствена трева, сертифициран по стандартите на УЕФА.
От края на 2013 до края на 2014 година „Куинс Парк“ играе мачовете си на стадион „Екселсиор“ в Еърдри. През това време „Хемпдън“ е реконструиран, за да посрещне състезанията от Игрите на Британската общност през лятото на 2014, на които домакин е Глазгоу.

## Съперници
Сред основните съперници на Куинс Парк са неговите локални конкуренти – Клайд, Партик Тисъл, Рейнджърс и Селтик. Съперничеството с Клайд е най-остро, не само поради близостта на районите на двата клуба в миналото, а и поради честите срещи в една и съща дивизия между тях. Поради тази причина през годините „паяците“ оформят съперничества още с клубове извън Глазгоу като Албиън Роувърс и Берик Рейнджърс.

## Успехи
- Носител на Купата на Шотландия (10):

1874, 1875, 1876, 1880, 1881, 1882, 1884, 1886, 1890, 1893
- Финалист за Купата на Шотландия (2):

1892, 1900
- Полуфиналист за Чалиндж къп (1):

2015 – 16
- Шампион на Първа Шотландска дивизия (второ ниво) (2):

1922 – 23, 1955 – 56
- Шампион на Втора Шотландска дивизия (трето ниво) (1):

1980 – 81
- Шампион на Трета Шотландска дивизия (четвърто ниво) (1):

1999 – 2000
- Вицешампион на Трета Шотландска дивизия (четвърто ниво) (2):

2011 – 12, 2014 – 15
- Победител в плейоф на Трета Шотландска дивизия (2):

2006 – 07, 2015 – 16
- Носител на Шотландската аматьорска купа (12):

1912, 1920, 1928, 1933, 1934, 1936, 1947, 1950, 1951, 1963, 1964, 2009.
- Носител на Купата на Глазгоу (4):

1889, 1890, 1899, 1946
- Носител на Чарити Шийлд (1):

1899

## Състав за сезон 2016/17
към 31 март 2017 г.

## Известни състезатели
- Алекс Фъргюсън – започва футболната си кариера в Куинс Парк.
- Рос Кейвън – легенда на клуба, играе за Куинс Парк в продължение на 20 години, без да смени отбора през цялата си кариера.
- Рони Симпсън – вратар, спечелил КЕШ през 1967 със Селтик.
- Малки Маккай – национален играч, бивш футболист на Селтик, мениджър на Кардиф Сити.
- Саймън Донъли – национален играч, бивш футболист на Селтик.
- Анди Роксбърг – мениджър на националния отбор на Шотландия в периода 1986 – 1993 г.
- Мустафа Мансур – национален вратар на Египет на световното първенство през 1934 г., играл за Куинс Парк между 1937 и 1939 г.
- Ейдън Макгийди – национален играч на Република Ирландия, играл за Селтик, Спартак Москва, Евъртън, Шефилд Уензди.
- Стивън Соундърс – юноша на Куинс Парк, играл в Мадъруел.
- Бари Дъглас – юноша на Куинс Парк, играл в Дънди Юнайтед.
- Андрю Робъртсън – юноша на Куинс Парк, играл в Дънди Юнайтед и Хъл Сити.

### Шотландската футболна зала на славата
към 2017 г.
- Алекс Фъргюсън
- Боби Браун
- Андрю Уотсън
- Рони Симпсън
- Чарлз Кемпбъл
- Алън Мортън
- Робърт Смит Маккол